# Szabolcs Sáfár
Szabolcs Sáfár (Budapest, 20 agosto 1974) è un allenatore di calcio ed ex calciatore ungherese, di ruolo portiere.

## Palmarès

### Club
- Coppa d'Austria: 3

Austria Vienna: 2004-2005, 2005-2006, 2006-2007
- Campionato austriaco: 1

Austria Vienna: 2005-2006